# Wat Phra Baht Nam Phu
Wat Phra Baht Nam Phu (nghĩa Tiếng Việt: Chùa có dấu chân Đức Phật) là một ngôi chùa đặc biệt của Thái Lan: bởi đây được xem là ngôi đại tự lập nên dùng để chăm sóc bệnh nhân AIDS và là bảo tàng của sự sống. Chùa được xây dựng trên một ngọn đồi trọc thuộc ngoại ô thành phố cổ Lopburi – Thái Lan.

## Thành lập
Chùa do nhà sư Alongkot Dikkapanayo thành lập năm 1992 để chăm sóc bệnh nhân AIDS. 

## Miêu tả
Chùa gồm hai cơ sở: 
- Nơi chăm sóc trẻ bị AIDS có diện tích khoảng 500ha là mái ấm của hơn 1000 em, trong đó phần lớn là những trẻ mồ côi do cha mẹ chúng bị AIDS đã qua đời.
- Trung tâm Wat Phra Baht Nam Phu có 200 người lớn sống tại đây, nằm cách làng trẻ em sinh sống khoảng 80 km.

Ngôi chùa có gần 10.000 người bệnh nhân qua đời tại đây. 
Trong chùa có rất nhiều tranh ảnh của người bệnh được dán khắp nơi để kêu gọi sự giúp đỡ của nhiều người. Tiền tặng cho chùa được miễn thuế và chủ yếu đến từ các du khách nội địa lẫn quốc tế. Trung bình mỗi tuần có khoảng vài ngàn người đến thăm ngôi chùa này.

### Khu bảo tàng
Chùa còn là một bảo tàng sống động. Bên trong chứa hàng chục xác bệnh nhân AIDS, những người này đồng ý hiến tặng thân xác của mình trước khi qua đời. 
  Theo bảng ghi bằng tiếng Thái và tiếng Anh tại bảo tàng
Một thi thể bị sâu bọ rúc rỉa vẫn còn có hai bầu silicon treo lủng lẳng ở phần ngực bởi các miếng thịt khô. Dòng chữ bên cạnh cho biết về người này: "Ca sĩ, người đổi giới tính, mại dâm", ngắn gọn nhưng cũng đủ để du khách biết về cuộc đời của cả một con người.
  Theo hồi ký Paul Yves Wery 
Nhà chùa có tám lò thiêu xác và một khu vườn có các trang nghệ thuật thô sơ được làm hoàn toàn bằng tro xương của bệnh nhân đã qua đời.

### Nhà bệnh nhân giai đoạn cuối
Hiện chùa có 31 bệnh nhân nam nữ sống trong căn nhà này và họ không hề chú ý đến các du khách. Du khách xếp hàng lần lượt vào để tham quan. Sự đau đớn, vật vã, lở loét cùng những căn bệnh khác như: lao, v..v. Cuối dãy hành lang tham quan là một bức tượng Phật lớn xung quanh là một bức tường gồm túi xắc chứa tro người chết mà không được thân nhân đến nhận lãnh. 

## Giá trị
Chùa là nơi tam quan giáo dục nhận thức với căn bệnh thế kỷ. Là nơi ẩn náu của những bệnh nhân bị gia d8ình ruồng bỏ và là nơi cưu mang những trẻ em lỡ mang trong mình căn bệnh thế kỷ.
Chùa hàng năm đón 4 triệu du khách mỗi năm.

## Hạn chế
Chùa không vệ sinh, thiếu trang thiết bị và không được quản lý tốt . Chùa thật sự thiếu thốn về đợi ngũ y bác sĩ tình nguyện. Đây cũng chính là khó khăn rất lớn của chùa.